# Seznam dílů seriálu Jessica Jones
Toto je seznam dílů seriálu Jessica Jones. Americký detektivní webový seriál Jessica Jones byl zveřejněn na Netflixu.

## Přehled řad
| Řada | Díly | Premiéra na Netflixu |
| ---- | ---- | -------------------- |
| 1    | 13   | 20. listopadu 2015   |
| 2    | 13   | 8. března 2018       |
| 3    | 13   | 14. června 2019      |

## Seznam dílů

### První řada (2015)
| Č. v seriálu | Č. v řadě | Původní název             | Český název                                                             | Režie              | Scénář                                                                        | Premiéra na Netflixu |
| ------------ | --------- | ------------------------- | ----------------------------------------------------------------------- | ------------------ | ----------------------------------------------------------------------------- | -------------------- |
| 1            | 1         | AKA Ladies Night          | AKA Dámská jízda (Netflix) Alias Dámská jízda (Disney+)                 | S. J. Clarkson     | Melissa Rosenberg                                                             | 20. listopadu 2015   |
| 2            | 2         | AKA Crush Syndrome        | AKA Syndrom zhmoždění (Netflix) Alias Syndrom nárazu (Disney+)          | S. J. Clarkson     | Micah Schraft                                                                 | 20. listopadu 2015   |
| 3            | 3         | AKA It's Called Whiskey   | AKA Říká se tomu Whiskey (Netflix) Alias Říká se tomu whiskey (Disney+) | David Petrarca     | námět: Liz Friedman scénář: Liz Friedman a Scott Reynolds                     | 20. listopadu 2015   |
| 4            | 4         | AKA 99 Friends            | AKA 99 přátel (Netflix) Alias 99 přátel (Disney+)                       | David Petrarca     | Hilly Hicks, Jr.                                                              | 20. listopadu 2015   |
| 5            | 5         | AKA The Sandwich Saved Me | AKA Zachránil mě sendvič (Netflix) Alias Zachránil mě sendvič (Disney+) | Stephen Surjik     | Dana Baratta                                                                  | 20. listopadu 2015   |
| 6            | 6         | AKA You're a Winner!      | AKA Gratuluji k vítězství! (Netflix) Alias Jsi vítěz! (Disney+)         | Stephen Surjik     | Edward Ricourt                                                                | 20. listopadu 2015   |
| 7            | 7         | AKA Top Shelf Perverts    | AKA Perverzní zvrhlíci (Netflix) Alias Největší zvrhlíci (Disney+)      | Simon Cellan Jones | Jenna Reback a Micah Schraft                                                  | 20. listopadu 2015   |
| 8            | 8         | AKA WWJD?                 | AKA Co by udělal Ježíš? (Netflix) Alias Co by udělal Ježíš? (Disney+)   | Simon Cellan Jones | Scott Reynolds                                                                | 20. listopadu 2015   |
| 9            | 9         | AKA Sin Bin               | AKA Na hanbě (Netflix) Alias Na hanbě (Disney+)                         | John Dahl          | Jamie King a Dana Baratta                                                     | 20. listopadu 2015   |
| 10           | 10        | AKA 1,000 Cuts            | AKA 1 000 zářezů (Netflix) Alias 1000 zářezů (Disney+)                  | Rosemary Rodriguez | Dana Baratta a Micah Schraft                                                  | 20. listopadu 2015   |
| 11           | 11        | AKA I've Got the Blues    | AKA Mám depku (Netflix) Alias Je mi smutno (Disney+)                    | Uta Briesewitz     | Scott Reynolds & Liz Friedman                                                 | 20. listopadu 2015   |
| 12           | 12        | AKA Take a Bloody Number  | AKA Počkej si, sakra (Netflix) Alias Krvavé číslo (Disney+)             | Billy Gierhart     | Hilly Hicks, Jr.                                                              | 20. listopadu 2015   |
| 13           | 13        | AKA Smile                 | AKA Usměj se (Netflix) Alias Usměj se (Disney+)                         | Michael Rymer      | námět: Jamie King a Scott Reynolds scénář: Scott Reynolds a Melissa Rosenberg | 20. listopadu 2015   |

### Druhá řada (2018)
| Č. v seriálu | Č. v řadě | Původní název                                | Český název                                                                            | Režie              | Scénář                                        | Premiéra na Netflixu |
| ------------ | --------- | -------------------------------------------- | -------------------------------------------------------------------------------------- | ------------------ | --------------------------------------------- | -------------------- |
| 14           | 1         | AKA Start at the Beginning                   | AKA Začít na začátku (Netflix) Alias Začni na začátku (Disney+)                        | Anna Foerster      | Melissa Rosenberg                             | 8. března 2018       |
| 15           | 2         | AKA Freak Accident                           | AKA Nešťastná náhoda (Netflix) Alias Nešťastná náhoda (Disney+)                        | Minkie Spiro       | Aida Mashaka Croal                            | 8. března 2018       |
| 16           | 3         | AKA Sole Survivor                            | AKA Přežil jen jediný (Netflix) Alias Jediný přeživší (Disney+)                        | Mairzee Almas      | Lisa Randolph                                 | 8. března 2018       |
| 17           | 4         | AKA God Help the Hobo                        | AKA Pánbůh chraň bezdomovce (Netflix) Alias Bůh chraň bezdomovce (Disney+)             | Deborah Chow       | Jack Kenny                                    | 8. března 2018       |
| 18           | 5         | AKA The Octopus                              | AKA Chobotnice (Netflix) Alias Chobotnice (Disney+)                                    | Millicent Shelton  | Jamie King                                    | 8. března 2018       |
| 19           | 6         | AKA Facetime                                 | AKA Tváří v tvář (Netflix) Alias Tváří v tvář (Disney+)                                | Jet Wilkinson      | Raelle Tucker                                 | 8. března 2018       |
| 20           | 7         | AKA I Want Your Cray Cray                    | AKA Chci tvoje šílenství (Netflix) Alias Chci tvé šílenství (Disney+)                  | Jennifer Getzinger | Hilly Hicks, Jr.                              | 8. března 2018       |
| 21           | 8         | AKA Ain't We Got Fun                         | AKA No není to zábava? (Netflix) Alias No není to zábava (Disney+)                     | Zetna Fuentes      | Gabe Fonseca                                  | 8. března 2018       |
| 22           | 9         | AKA Shark in the Bathtub, Monster in the Bed | AKA Žralok ve vaně, příšera v posteli (Netflix) Alias Žralok ve vaně (Disney+)         | Rosemary Rodriguez | Jenny Klein                                   | 8. března 2018       |
| 23           | 10        | AKA Pork Chop                                | AKA Kotleta (Netflix) Alias Kotleta (Disney+)                                          | Neasa Hardiman     | Aida Mashaka Croal                            | 8. března 2018       |
| 24           | 11        | AKA Three Lives and Counting                 | AKA Tři životy a stále není konec (Netflix) Alias Tři životy a pořád to není (Disney+) | Jennifer Lynch     | Jack Kenny a Lisa Randolph                    | 8. března 2018       |
| 25           | 12        | AKA Pray For My Patsy                        | AKA Modlitba za Patsy (Netflix) Alias Modlitba za Patsy (Disney+)                      | Liz Friedlander    | Raelle Tucker a Hilly Hicks, Jr.              | 8. března 2018       |
| 26           | 13        | AKA Playland                                 | AKA Playland (Netflix) Alias Playland (Disney+)                                        | Uta Briesewitz     | námět: Jesse Harris scénář: Melissa Rosenberg | 8. března 2018       |

### Třetí řada (2019)
| Č. v seriálu | Č. v řadě | Původní název                         | Český název                                                                                | Režie              | Scénář                                                                         | Premiéra na Netflixu |
| ------------ | --------- | ------------------------------------- | ------------------------------------------------------------------------------------------ | ------------------ | ------------------------------------------------------------------------------ | -------------------- |
| 27           | 1         | A.K.A The Perfect Burger              | Alias dokonalý hamburger (Netflix) Alias Dokonalý hamburger (Disney+)                      | Michael Lehmann    | Melissa Rosenberg                                                              | 14. června 2019      |
| 28           | 2         | A.K.A You're Welcome                  | Alias nemáš zač (Netflix) Alias Není zač (Disney+)                                         | Krysten Ritter     | Hilly Hicks, Jr.                                                               | 14. června 2019      |
| 29           | 3         | A.K.A I Have No Spleen                | Alias nic mě netrápí (Netflix) Alias Bez sleziny, bez starostí (Disney+)                   | Anton Cropper      | Lisa Randolph                                                                  | 14. června 2019      |
| 30           | 4         | A.K.A Customer Service is Standing By | Alias zákaznický servis v pohotovosti (Netflix) Alias Zákaznická linka na příjmu (Disney+) | Liesl Tommy        | Jamie King                                                                     | 14. června 2019      |
| 31           | 5         | A.K.A I Wish                          | Alias kéž by (Netflix) Alias Kéž by (Disney+)                                              | Mairzee Almas      | J. Holtham                                                                     | 14. června 2019      |
| 32           | 6         | A.K.A Sorry Face                      | Alias lítostivý výraz (Netflix) Alias Teď je ti to líto (Disney+)                          | Tim Iacofano       | Jesse Harris                                                                   | 14. června 2019      |
| 33           | 7         | A.K.A The Double Half-Wappinger       | Alias dvakrát poloviční Wappinger (Netflix) Alias Dvakrát poloviční Wappinger (Disney+)    | Larry Teng         | Nancy Won                                                                      | 14. června 2019      |
| 34           | 8         | A.K.A Camera Friendly                 | Alias miláček kamery (Netflix) Alias Fotogenický (Disney+)                                 | Stephen Surjik     | Scott Reynolds                                                                 | 14. června 2019      |
| 35           | 9         | A.K.A I Did Something Today           | Alias něco jsem dnes provedl (Netflix) Alias Dneska jsem něco provedl (Disney+)            | Jennifer Getzinger | Lisa Randolph                                                                  | 14. června 2019      |
| 36           | 10        | A.K.A Hero Pants                      | Alias kalhoty hrdiny (Netflix) Alias Hrdinské kalhoty (Disney+)                            | Sanford Bookstaver | Hilly Hicks, Jr. a Jamie King                                                  | 14. června 2019      |
| 37           | 11        | A.K.A Hellcat                         | Alias semetrika (Netflix) Alias Semetrika (Disney+)                                        | Jennifer Getzinger | Jane Espenson                                                                  | 14. června 2019      |
| 38           | 12        | A.K.A A Lotta Worms                   | Alias samí červi (Netflix) Alias Mnoho červů (Disney+)                                     | Sarah Boyd         | Scott Reynolds                                                                 | 14. června 2019      |
| 39           | 13        | A.K.A Everything                      | Alias všechno (Netflix) Alias Všechno (Disney+)                                            | Neasa Hardiman     | námět: Melissa Rosenberg a Nancy Won scénář: Melissa Rosenberg a Lisa Randolph | 14. června 2019      |